# Sami Rähmönen
Sami Rähmönen (* 19. April 1987 in Turku) ist ein finnischer Fußballspieler, der seit 2021 für den Verein Kaarinan Pojat spielt.

## Karriere
Rähmönen begann im Alter von sieben Jahren bei Hannunniittu Fußball zu spielen. Später nahm ihn der Verein Turku PS auf und 2005 rückte er schließlich in den Profikader auf, wo er sich auch schnell als Stammspieler etablieren konnte. In den folgenden Jahren war er, obwohl er ein Abwehrspieler war, für seine Vorstöße in Richtung des gegnerischen Strafraums bekannt, verschaffte sich aber auch mit defensiven Zweikämpfen Respekt.
2021 wechselte er ablösefrei zu Kaarinan Pojat.